# والتر ميلز
والتر ميلز (2 يونيو 1852 - 6 يناير 1902)  (بالإنجليزية: Walter Mills)‏ هو لاعب كريكت بريطاني.